# 村治佳织
村治佳织（日语：／ Muraji Kaori ?，1978年4月14日—），日本古典吉他演奏家。1978年生于东京，3岁时即开始弹奏吉他，10岁时拜福田进一为师，11岁即在日本少年吉他比赛中获最优秀奖。1993年3月，15岁的她在津田会场举行了首场独奏音乐会。1997年9月到巴黎的高等音樂學院留學，1999年6月學成歸國。目前已发行五张专辑的村治佳织，在日本被称为“吉他公主”。